# بيل كينيدي
بيل كينيدي (بالإنجليزية: Bill Kennedy)‏ (و. 1919 – 2001 م) هو سياسي، من أستراليا، توفي عن عمر يناهز 82 عاماً.

## مناصب
تولى منصب عضو المجلس التشريعي نيو ساوث ويلز.